# Процедурная риторика
Процедурная риторика — это средство художественной выразительности, характерное для интерактивных произведений. Ее суть заключается в использовании систем правил, инструкций, структур и алгоритмов для построения аргументации. Это практика донесения идей и убеждения через процессы.
Она имеет компьютерную основу, в силу технологической специфичности. В этом она — техника использования компьютерных систем для создания своих аргументов и понимания аргументов других.

## Появление
Термин введен и развит Иеном Богостом в книге "Persuasive Games: The Expressive Power of Videogames" (2007). В книге рассматриваются обе стороны процедурной риторики: авторская и пользовательская (т.е. со стороны создателя-геймдизайнера и со стороны игрока), а также ее проявление, оформившееся в трех областях: политической, рекламной и образовательной.
Процедурная риторика выводится из классической по аналогии с визуальной риторикой: на место вербальных конструкций в случае последней приходят изображения, в случае первой — правила. 

## В видеоиграх
Богост считает, что видеоигры обладают уникальной убедительной способностью, не сводимой к их сюжетному содержанию — процедурной риторикой.
«Серьезные игры», как правило, воспроизводят существующие институционально приемлемые позиции и точки зрения, в то время как игры способны на большее: они могут подрывать и менять существующие нарративы и фундаментальные установки и убеждения, приводя к потенциально значимым долгосрочным изменениям в социальной среде. Например, игра "September 12" журналиста Гонзало Фраски, показывающая американские контр-террористические операции на Ближнем Востоке, использует бесконечно повторяющийся геймплей, чтобы донести до игрока неэффективность применяемых военных методов.
Игры, в которых процедурная риторика проявляется наиболее эффективно и/или выходит на первый план, выделяются в категорию «убедительных игр» (концептуализотор — Иен Богост).
Также следует отметить, что в играх визуальная риторика может превалировать над процедурной. 

## В других областях
Хотя процедурная риторика глубоко переплетена с игровыми практиками, ее наличие не обязательно означает, что перед нами видеоигра. 

### Вмаркетинге
«Демонстрационный» маркетинг — метод, использующий непосредственную демонстрацию функций и возможностей продукта; на контрасте с «ассоциативным» маркетингом, предлагающим более абстрактные идеи, а также тесную связь с брендами.

### В финансах
Банковые системы действуют в рамках сильных ограничений, пользователю доступно строго ограниченное число функций. Система предусматривает интерактивность со стороны пользователя, следование алгоритму, подталкивание к участию в процессах, потенциально приносящих выгоду. К процедурной риторике можно отнести вариативность условий денежных вкладов, улучшение кредитной истории, а также программы лояльности вроде СберСпасибо.

## В России
Александр Ленкевич берет процедурную риторику за основу своего понятия «процедурной телесности» — особой новой формы телесной чувственности, формирующийся в процессе взаимодействия с цифровым, алгоритмичным миром интерфейса. 
Александр Салин по аналогии с процедурной риторикой предлагает проект «процедурной герменевтики» — возвращение к визуальному и нарративному аспекту видеигрового содержания.